# Liste der Museen im Landkreis Rottal-Inn
Die Liste der Museen im Landkreis Rottal-Inn  gibt einen Überblick über aktuelle und ehemalige Museen im Landkreis Rottal-Inn in Bayern.

## Aktuelle Museen
| Gemeinde       | Name                                      | Kurzbeschreibung | gegründet/ eröffnet | Träger                          | Standort             | Bild           | Link |
| -------------- | ----------------------------------------- | --- | ------------------- | ------------------------------- | -------------------- | -------------- | ---- |
| Arnstorf       | Alt-Arnstorf-Haus                         | Das Heimatmuseum in einem aus dem 18. Jahrhundert stammenden Blockhaus mit angebautem Stall und Scheune zeigt Möbel, Hausrat, landwirtschaftliche Geräte und eine komplett eingerichtete Schusterwerkstatt | 1980                | Interessengemeinschaft Arnstorf | Vorderer Berg        |                |      |
| Hebertsfelden  | Heimatmuseum Hebertsfelden                | Das Heimatmuseum Hebertsfelden zeigt landwirtschaftliche Maschinen und Geräten, Pferdewägen für verschiedene Anlässe sowie alte, handbetriebene Feuerspritzen. |                     |                                 | Bahnhofstraße        |                |      |
| Massing        | Freilichtmuseum Massing                   | Das Freilichtmuseum umfasst mehrere Höfe, die aus dem Rottal, der Hallertau und dem Isartal hierher transloziert wurden, von Häusern von Kleinbauern bis zu einem stattliche Vierseithof. Im IOnneren gibt es bemalte Möbel, Keramik, Gesticktes und Gedrechseltes. Ferner werden Alltagsgegenstände präsentiert.                                                                                              | 1969                |                                 | Steinbüchl           | weitere Bilder |      |
| Massing        | Sudetendeutsche Stuben und Schlesierstube | Das Museum im Massinger Rathaus dokumentiert Schicksale von nach Massing gekommenen Vertriebenen, vor allem Sudetendeutscher und Schlesier. Gezeigt werden Gegenstände des täglichen Lebens, die während der Vertreibung nach dem Zweiten Weltkrieg zum Teil heimlich über die Grenze gebracht wurden oder Bestandteil des offiziellen Vertreibungsgepäcks waren.                                              |                     |                                 | Rathaus              |                |      |
| Pfarrkirchen   | Heimatmuseum Pfarrkirchen                 | Das Heimatmuseum im Altes Rathaus zeigt eine archäologische, volkskundliche, handwerkliche und heimatkundliche Sammlung von Objekten der letzten drei Jahrhunderte aus der Stadt Pfarrkirchen und ihrer Umgebung, darunter Votivtafeln, Weihwasserkessel, Hafnerware, bäuerliche und häusliche Gerätschaften sowie Objekte des Handwerks, unter anderem der Blaudruckerei, Zinngießerei und Textilherstellung. |                     |                                 | Altes Rathaus        | weitere Bilder |      |
| Rimbach        | Landmaschinenmuseum                       | Die private Sammlung von Motoren, Dreschwagen, Dampfmaschinen und Zugmaschinen umfasst unter anderem zehn Dampflokomobile der Baujahre 1899–1938 und eine stationäre Heißdampfmaschine mit Lokomotivkessel von 1955. |                     |                                 | Mitterrohrbach       |                |      |
| Simbach am Inn | Heimatmuseum Simbach am Inn               | Das Heimatmuseum zeigt traditionelle Kulturgüter aus verschiedenen Bereichen wie Innschifffahrt und Fischerei, bürgerliches und bäuerliches Leben, religiöse Andacht, Möbel oder Trachten. Ferner werden Zeichnungen, Aquarelle, Ölbilder, und Hinterglasbilder aus allen wichtigen Schaffensperioden Simbacher Malers Josef Karl Nerud (1900–1982) gezeigt.                                                   | 1987                |                                 | Ehemaliges Finanzamt | weitere Bilder |      |

## Ehemalige Museen
| Gemeinde | Name                | Kurzbeschreibung | gegründet/ eröffnet | geschlossen/ aufgelöst | Träger | Standort   | Bild           | Link |
| -------- | ------------------- | --- | ------------------- | ---------------------- | ------ | ---------- | -------------- | ---- |
| Massing  | Berta-Hummel-Museum | Das Berta-Hummel-Museum zeigte eine Sammlung zu Leben und Werk der Malerin Berta Hummel, nach durch ihre Kinderbilder und die nach ihren Entwürfen gefertigten Hummel-Figuren bekannt wurde. Neben original erhaltenen Wohnräumen und Informationen über das Leben von Berta Hummel zeigte das Museum vor allem Werke aus Hummels umfangreichem künstlerischem Schaffen sowie Hummelfiguren. Eine Wiedereröffnung in einem Neubau ist geplant. |                     | 2019                   |        | Hummelhaus | weitere Bilder |      |